# كارول إم. سوين
كارول إم. سوين (بالإنجليزية: Carol M. Swain)‏ هي عالمة سياسة وكاتِبة أمريكية، ولدت في 7 مارس 1954 في بيدفورد في الولايات المتحدة.